# 오언 (서진)
오언(吾彦, ? ~ ?)은 중국 삼국시대 오나라의 장수이며, 오나라가 멸망한 후 진나라에 항복하였다. 자는 사칙(士則)이다.

## 생애
오언은 오군(吳郡)의 비천한 집안에서 태어났다. 키가 8척에 달하고 힘이 무척 세었다고 한다. 처음에 통강리(通江吏)라는 벼슬을 했으며 나중에 육항(陸抗)의 부장이 되었다. 오언의 재능을 알아본 육항은 장수로 삼고 싶어했으나 다른 장수들이 오언의 출신 때문에 반대할 것을 걱정하여, 어떤 이에게 잔치 때 난입하여 미치광이처럼 가장하고 칼을 휘두르게 했다. 다른 장수들은 황급히 자리를 피했으나 오언만은 침착하게 제압했으며, 육항은 바라던 대로 오언을 장수로 삼았다.
272년 서릉독(西陵督) 보천(步闡)이 진나라에 귀부하고 서릉성을 점거한 채 오나라에 저항하자, 육항의 명을 받고 좌혁(左奕) 등과 함께 보천을 공격했다. 뒤이어 도착한 육항이 진군을 격파하고 보천을 죽여 반란은 진압되었다. 이후 형주의 건평(建平) 태수로 임명되었다.
당시 진나라의 익주자사 왕준(王濬)은 오나라를 정벌하기 위해 군선을 대대적으로 만들었는데, 이때 배를 만들면서 생긴 나무 부스러기가 장강을 타고 오나라의 영역까지 흘러갔다. 이를 본 오언은 손호(孫皓)에게 글을 올려 사실을 고하고 건평에 군사를 늘려 달라고 청하였으나 손호는 받아들이지 않았다. 오언은 자신이 장강 바닥에 쇠사슬과 쇠송곳을 깔아두고 진나라의 전함을 부수려 했으나, 왕준은 뗏목과 불로 제거했기 때문에 큰 효과를 보지 못했다. 
280년에 왕준이 이끄는 진나라의 정벌군이 전선을 타고 장강을 따라 진군하여 건업(建業)을 점령했고, 오나라는 멸망하였다. 그러나 오언은 성을 굳게 지키고 있었기에 진군이 그때까지도 건평을 점령하지 못했다. 마침내 오나라가 멸망한 것을 알고 진나라에 항복했다.
낙양으로 올라온 손호가 사마염(司馬炎)의 앞에서도 가충(賈充)을 무안하게 만드는 등 전혀 부끄러워하지 않자, 사마염은 몰래 오의 옛 신하 설영(薛瑩)에게 오나라가 망한 이유를 물었다. 설영은 손호가 폭정을 일삼아 망했다고 대답했다. 며칠 후 다시 오언에게 묻자, 오언은 오의 군신(君臣)이 모두 현명했으나, 천운이 끝나 멸망한 것이라고 대답했다. 사마염은 오언의 대답이 더 훌륭하다고 여겼다. 
돈황 태수를 지냈다가 다시 안문(雁門) 태수가 되었다. 당시 순양왕(順陽王) 사마창(司馬暢)은 포악한 인물이어서 순양내사(順陽内史)에 임명되는 사람마다 꼬투리를 잡아 죽음으로 몰아넣었으나, 오언이 순양내사가 되자 함부로 대하지 못했다. 
이후 교주목 도황(陶璜)이 죽자, 그의 뒤를 이었으며 남중도독(南中都督)을 겸했다. 도황이 죽을 무렵에 구진(九眞)에서 조지(趙祉)가 병사들을 선동하여 반란을 일으켰는데, 오언은 부임 후 이를 진압하였다. 
303년 영주(寧州: 익주의 남부를 분리하여 주로 삼은 행정지역) 자사 이의(李毅)가 소수민족 오령이(五苓夷)족의 원한을 사 그들의 우두머리 우릉승(于陵丞)의 공격을 받았으며, 이의는 그들에게 포위당하여 조정에 구원을 청했으나 중앙 정계는 팔왕의 난으로 혼란스러웠기에 제대로 처리하지 못했다. 이의가 아들 이소(李釗)를 낙양으로 보내 다시 구원을 청하려 했으나 병으로 죽는 바람에 임시로 이소를 받들고 모맹(毛孟)을 보내 구원을 청했다. 조정에서 계속 시큰둥하게 반응하여 모맹이 목을 매 죽으려고 하자, 그제서야 오언에게 군사를 나누어 이소를 돕게 했다. 이에 따라 오언은 307년 아들 오자(吾咨)에게 군사를 주고 영주를 구원하였다. 
오언은 20여 년 동안 교주자사에 있으면서 안정되게 다스렸으며, 나이가 들자 다른 사람을 후임으로 삼아달라고 청하였다. 이후 조정으로 불려가 대장추(大長秋)로 재직하던 중에 죽었다. 